# 亚述纳迪纳赫一世
亚述纳迪纳赫一世（英語：Ashur-nadin-ahhe I）（？—前1420年），古亚述时期的亚述国王（公元前1435年—公元前1420年在位）亚述拉比一世之子和继承人，其统治时期亚述成为米坦尼附庸。他在位15年被其弟恩利尔-纳西尔二世推翻。
| 前任： 亚述拉比一世 | 亚述国王 前1435年－前1420年 | 繼任： 恩利尔-纳西尔二世 |